# Анцеборенко, Павел Афанасьевич
Па́вел Афана́сьевич Анцеборе́нко (23 ноября 1920 года — 19 августа 1944 года) — участник Великой Отечественной войны, разведчик взвода пешей разведки 506-го стрелкового полка 198-й стрелковой дивизии 1-й ударной армии 3-го Прибалтийского фронта, Герой Советского Союза (24.03.1945), красноармеец.

## Биография
Родился в 1925 году в селе Майдановка ныне Глобинского района Полтавской области в семье крестьянина. Украинец. В семилетнем возрасте осиротел. Воспитывался в колхозном патронате села Глушки. В 1939 году окончил Купьеватовскую неполную среднюю школу. Учился в фабрично-заводском училище, работал на заводе.
В сентябре 1941 года добровольцем вступил в ряды Красной Армии. В боях Великой Отечественной войны с октября 1941 года. Воевал на 3-м Прибалтийском фронте.
В августе 1944 года взвод пешей разведки 506-го стрелкового полка должен был установить связь с 1-м батальоном в районе села Харгла. 20 августа 1944 года, выполняя задание, наши разведчики столкнулись с отрядом противника около хутора Метсоя Валгаского района Эстонии. Завязался неравный бой. Бесстрашно дрался молодой солдат Анцеборенко. Он уничтожил восемь фашистов.
Гитлеровцы окружили группу смельчаков. Несмотря на тяжелое ранение, Анцеборенко продолжал стрелять до последнего патрона и дал возможность своим товарищам вырваться из окружения. Поняв, что плена не избежать, и не желая попасть в руки врага живым, он подорвал себя гранатой вместе с гитлеровцами, пытавшимся его схватить. Похоронен в братской могиле в деревне Люллемяэ Валгаского района Эстонии (на памятной плите выбита фамилия Анциборенко).
Указом Президиума Верховного Совета СССР от 24 марта 1945 года за мужество и отвагу, проявленные в бою с немецко-фашистскими захватчиками рядовому Павлу Афанасьевичу Анцеборенко посмертно присвоено звание Героя Советского Союза.

## Награды
- Медаль «Золотая Звезда» Героя Советского Союза
- Орден Ленина

## Память
- Имя героя в советское время было присвоено школе в деревне Люллемяэ (Эстония). Отменено после восстановления Эстонской республики.